# Saxo Grammaticus

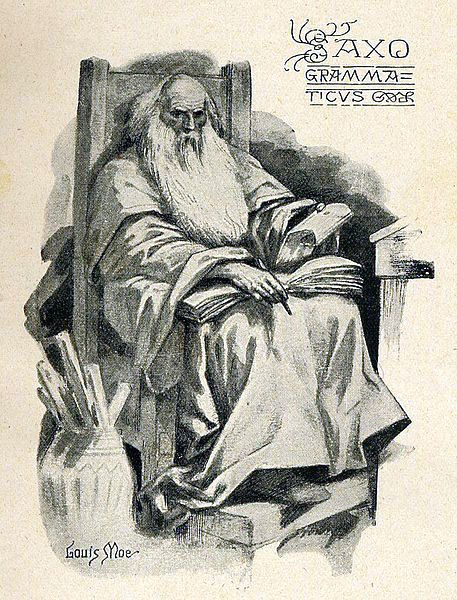
Sassone il Grammatico

Saxo Grammaticus, in italiano Sàssone il Grammatico (1150 – 1220), è stato uno storico danese di epoca medievale.

## Biografia
Della sua vita non si sa praticamente nulla e la sua esistenza ci è nota soprattutto in quanto autore dei Gesta Danorum (Le imprese dei Dani), i cui sedici libri, sulla coeva storia danese, sono a lui attribuiti.
Sappiamo che era un "seguace" dell'arcivescovo Absalon di Lund, il che probabilmente significa che lavorava nell'amministrazione arcivescovile; non è noto il suo ruolo, ma si pensa che possa essere stato un chierico.
Nel testamento di Absalon viene condonato un debito di due marchi e mezzo d'argento a un chierico di nome Saxo, e gli si chiede di restituire due manoscritti che si era fatto prestare dal monastero di Sorø. Di una dozzina tra Saxo o commenti su Saxo trovati nelle fonti danesi del tempo, questo è l'unico testo che in genere si accetta essere sul Saxo Grammaticus; ma non c'è alcuna evidenza definitiva che in effetti il Saxo nominato da Absalon sia il nostro Saxo Grammaticus.
Nella prefazione dei Gesta Danorum, Saxo stesso scrive che suo padre e suo nonno hanno entrambi servito sotto il re di Danimarca Valdemaro I come guerrieri e che lui stesso intende mettersi al servizio del re Valdemaro II, ma in un modo più spirituale. Queste poche righe sono le uniche informazioni certe che si hanno su di lui. Si pensa che sia nato in Selandia, o almeno così dicono fonti più tarde. Il suo latino elegante e la conoscenza dell'antica Roma mostrata nei Gesta Danorum, fanno credere che sia stato educato fuori dalla Danimarca, forse in una delle grandi scuole clericali in Francia.
Saxo Grammaticus non è il suo nome. Ricevette l'appellativo di Grammaticus, la parola latina per un insegnante di lettere, nel Compendium Saxonis della Chronica Jutensis, scritta intorno al 1342, come espressione di apprezzamento per il suo uso delle parole. Con la pubblicazione a stampa della versione dei Gesta Danorum curata da Christiern Pedersen nel 1514, il termine Grammaticus è rimasto parte integrante del suo nome.
L'unico nome che gli fu attribuito si trova nella Chronica Sialandie (in lingua danese, Ældre Sjællandske Krønike), nell'anno 1203, in cui viene chiamato Saxo, cognomine Longus cioè, più o meno, Saxo, detto il Lungo.

## Gesta Danorum
L'influenza dei Gesta Danorum fu enorme e, fino all'inizio del '900, gli storici danesi utilizzavano acriticamente la versione da lui tramandata di eventi avvenuti del XII secolo. Oggi si sottolinea la parzialità, le omissioni, e la visione aristocratico-militare del libro, che non viene più considerato una fonte storica attendibile ma resta un capolavoro di stile. Probabilmente fu proprio la sua versione della saga del principe danese Amled a ispirare l'Amleto shakespeariano.

## Citazioni letterarie
La figura storica di Saxo Grammaticus viene citata da Laurence Sterne nel suo romanzo umoristico di successo Vita e opinioni di Tristram Shandy, gentiluomo, in cui lo scrittore invita il lettore a consultare la storia danese di Saxo-Grammaticus, per avere la certezza che "L'Amleto del nostro Shakespeare e le sue commedie siano ispirate a fatti realmente accaduti" descritti dallo storico sassone (Milano, Arnoldo Mondadori Editore, Edizione Integrale, 1992, Vol.I, cap.XI, pag.25).